# 龙川江 (金沙江支流)

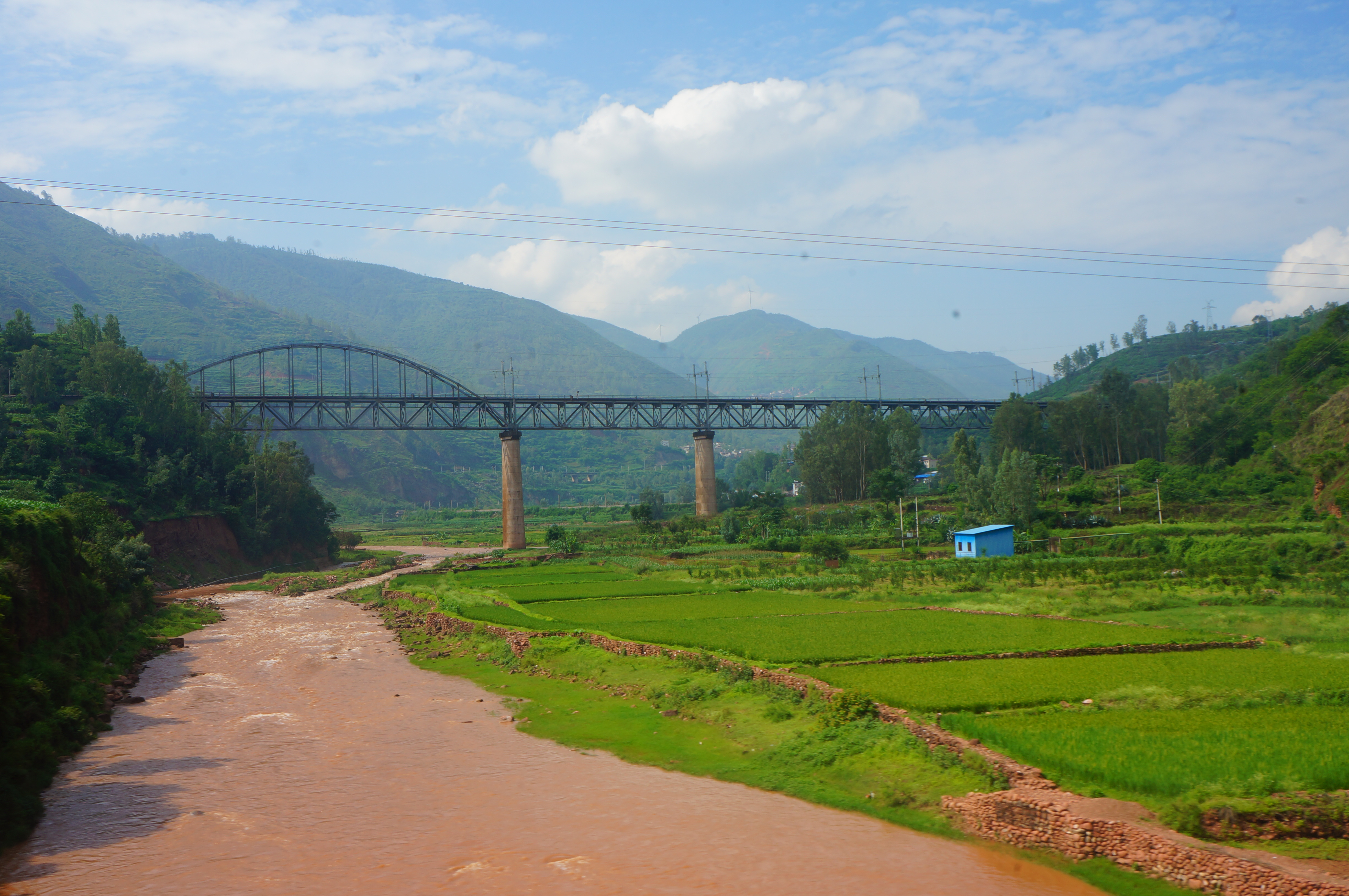
成昆铁路法拉展线铜模甸2号桥

龙川江位于中国西南，发源于云南省境内。属金沙江水系。干流全长约260公里，河床平均纵坡6.6‰（几字湾至龙街段）。龙川河上游建有龙虎水库。